# レッドウィング
レッドウィング (Red Wing) は、アメリカミネソタ州発祥のブーツメーカー。

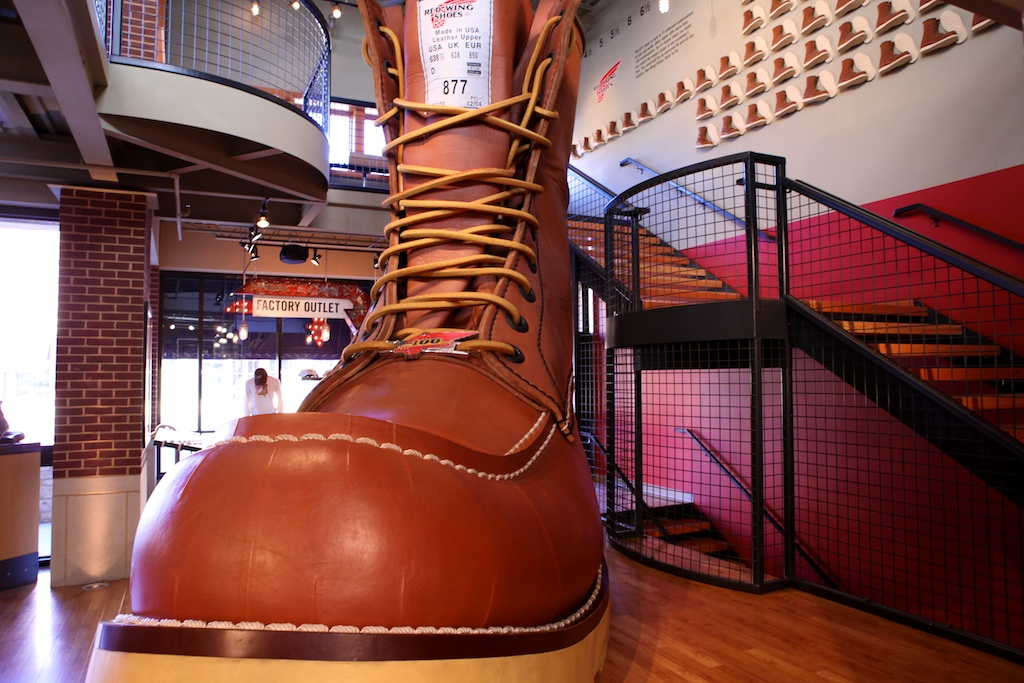
アイリッシュセッター

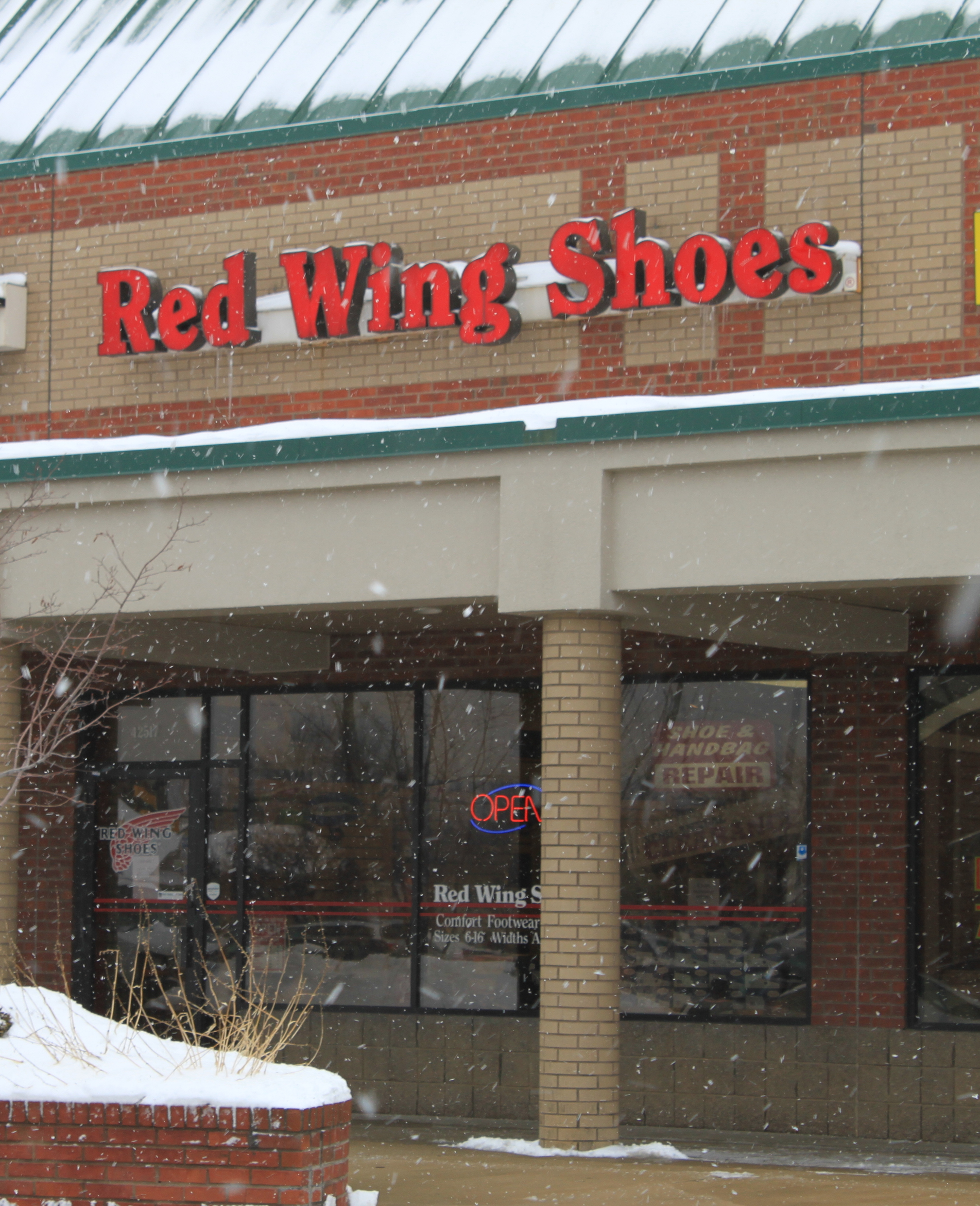
Red Wing Shoes store

## 概要
1905年、アメリカミネソタ州のレッドウィング市で、チャールズ・ベックマンが14人の仲間と共に「Red Wing Shoe Company」という名の小さな工場を設立。現在でも、アメリカ国内での生産にこだわり、本格的な作りに相反した控えめの値段設定などの条件が重なり、世界中のワークブーツを代表するブランドへと成長した。現在では、赤い羽根がロゴマークとして用いられている。日本では、レッドウィングジャパン (Red Wing Japan) が輸入や企画・生産などを執り行っており、アメリカのレッドウィング社とは型番やモデルが違うものとなっている。

## アイリッシュセッター
ここでいうアイリッシュセッター (Irish Setter) とは、レッドウィングを現在の地位へと押し上げた伝統的なモデル「877」のことであり、1952年に開発された。「オロラセット」というなめし革を使用した、8インチハイトのモックトウタイプで、アウトソールは「トラクショントレッドソール」という仕様。この赤茶色の「オロラセット」という革が、経年変化によって犬種の「アイリッシュセッター」の毛色を思わせる色に変化することから、そう呼ばれるようになった。現在では、「ワークブーツ」にカテゴライズされることが多いが、元々はハンティング用のブーツであった。その数年後に発売された、6インチハイトの「875 (現行8875) 」もアイリッシュセッターと呼ばれる。現行の「8875」は現在、レッドウィングを代表するモデルとなっているが、アイリッシュセッターのコピー商品が低価格で数多く出回っているのも事実である。
ちなみにアメリカでは、レッドウィング社のハンティング・アウトドアラインとして、アイリッシュセッター・ハンティングブーツ (Irish Setter Hunting Boots) というブランドが2000年に誕生している。

## レッドウィングの魅力
レッドウィングを語る上で欠かせない要素として、トラクショントレッドソール (Traction Tred Sole) がある。別名、クレープソールやホワイトソールとも呼ばれる。1952年、アイリッシュセッターに初めて採用されたトラクショントレッドソールは、軽量且つ、足音が立ちにくく、狩猟をするブーツのアウトソールとして最適であった。現在でも、レッドウィングのブーツはこのアウトソールが主流となっている。グッドイヤーウェルト製法によって、縫い付けられたミッドソールに接着される。
レッドウィングのもう一つの魅力として、「レッドウィングのブーツは履き込むほどに自分の足に馴染んでくる」というものがある。これは、インソールとアウトソールの間に詰められたコルクが、歩行時の圧力によって自分の足裏形状と同じような形に潰れるからである。この魅力もレッドウィングが世界的なブランドへと成長した理由の一つ。

## 形状による分類
- Beckman (ベックマン)

創始者チャールズ・ベックマンの名を冠する、フェザーストーンという艶のある革を使用したドレッシーなモデル。フェザーストーンレザーは、羽根 (フェザー) のようにしなやかで光沢があり、石 (ストーン) のように硬く耐久性があることから、そう名付けられた。
- Classic Work (クラシックワーク)

レッドウィング中、最も定番的なワークブーツ。モックトウは狩猟用、プレーントウは農作業用のブーツとして作られた。
- Lineman (ラインマン)

高所作業をする電線工 (ラインマン) をイメージした、レーストゥトウのワークブーツ。アウトソールにビブラムラグソールを使用したものも存在する。
- Iron Range (アイアンレンジ)

鉱山で働く鉄鋼マンをイメージした、キャップトウのワークブーツ。トウ (つま先) が二重構造になっている。アイアン・レンジとは鉄鉱石の産地名からとられた。アウトソールにはレッドウィング純正のニトリルコルクソールを使用。2008年に誕生した。
- Pecos（ペコス）

シューレースがない長靴タイプのワークブーツ。牧場や農場、製油所などの労働者たちに用いられ、その町の名からペコスと名付けられた。
- Engineer (エンジニア)

バックルで固定する長靴タイプのワークブーツ。つま先を保護するため、スティールトウ仕様である。鉄道マンや機関士のために作られた。
- Logger (ロガー)

ビブラム#100ソールを使用した、スティールトウの9インチハイトワークブーツ。チェーンソーを用いて巨木を切り倒すロガーたちのために作られた。
- Lumber Jack (ランバージャック)

クラシックワーク・モックトウタイプのワークブーツにウール生地を縫い付けたもの。ランバージャックとは木こり (樵) を意味する。
- Wabasha (ワバシャ)

オックスフォードタイプのカジュアルなシューズ、もしくはチャッカブーツ。街の名からワバシャと名付けられた。

## 代表的なモデル

### ベックマン
- 9010 - モカシントゥ , ブラックチェリー (フェザーストーン) レザー , ラグソール
- 9011 - プレーントゥ , ブラックチェリー (フェザーストーン) レザー , ラグソール
- 9013 - プレーントゥ , チェスナット (フェザーストーン) レザー , ラグソール
- 9014 - プレーントゥ , ブラック (フェザーストーン) レザー , ラグソール
- 9015 - モカシントゥ , ブラック (フェザーストーン) レザー , ラグソール
- 9016 - プレーントゥ , シガー (フェザーストーン) レザー , ラグソール

### クラシックワーク

#### モカシントウ
- 875 - 6インチハイト , オロイジナルレザー , トラクショントレッドソール
- 旧875 - 現行8875と同一モデル。1950年頃に誕生した。
- 877 - 8インチハイト , オロイジナルレザー , トラクショントレッドソール
- 旧877 - 8インチハイト , オロラセット (ポーテージ) レザー , トラクショントレッドソール

前述、#アイリッシュセッターを参照。
- 1903 (Legacy) - 6インチハイト , ホーソーン (ミュールスキナー) レザー , トラクショントレッドソール
- 1907 (Legacy) - 6インチハイト , カッパー (ラフ&タフ) レザー , トラクショントレッドソール
- 8173 - 6インチハイト , ホーソーン (アビリーン) ラフアウトレザー , トラクショントレッドソール
- 8175 - 6インチハイト , オロラセット (ポーテージ) レザー , ビブラムラグソール

1984年に誕生した、初の日米共同開発モデル。
- 8176 - 6インチハイト , ブラック (クローム) レザー , ビブラムラグソール

8175同様、初の日米共同開発モデル。
- 8179 - 6インチハイト , ブラック (クローム) レザー , トラクショントレッドソール
- 8875 - 6インチハイト , オロラセット (ポーテージ) レザー , トラクショントレッドソール

#### ラウンドトウ
- 8134 - チョコレート (クローム) レザー , トラクショントレッドソール
- 8165 - ブラック (クローム) レザー , トラクショントレッドソール
- 8166 - オロラセット (ポーテージ) レザー , トラクショントレッドソール
- 8167 - ホーソーン (アビリーン) ラフアウトレザー , トラクショントレッドソール
- 9111 - カッパー (ラフ&タフ) レザー , トラクショントレッドソール

### ラインマン
- 2906 - ブライアー (オイルスリック) レザー , トラクショントレッドソール
- 2907 - オロラセット (ポーテージ) レザー , トラクショントレッドソール
- 2913 - ブラック (クローム) レザー , トラクショントレッドソール
- 2933 - チョコレート (クローム) レザー , ビブラムラグソール
- 2934 - ブラック (クローム) レザー , ビブラムラグソール

### アイアンレンジ
- 8111 - アンバー (ハーネス) レザー , ニトリルコルクソール
- 8112 - オロイジナルレザー , ニトリルコルクソール
- 8113 - ホーソーン (ミュールスキナー) レザー , ニトリルコルクソール
- 8114 - ブラック（クローム）レザー,ニトリコルクソール（ブラック）

### ペコス
- 8155 - 11インチハイト , ブラック (クローム) レザー , ケミガムコルクソール
- 8156 - 11インチハイト , ホーソーン (アビリーン) ラフアウトレザー , ケミガムコルクソール
- 8159 - 11インチハイト , アンバー (ハーネス) レザー , ケミガムコルクソール
- 8168 - 9インチハイト , ホーソーン (アビリーン) ラフアウトレザー , トラクショントレッドソール
- 8169 - 9インチハイト , ブラック (クローム) レザー , トラクショントレッドソール
- 8188 - 9インチハイト , ホーソーン (ミュールスキナー) レザー , ニトリルコルクソール
- 8189 - 9インチハイト , ウォールナッツ (ミュールスキナー) レザー , ニトリルコルクソール
- 8866 - 9インチハイト , オロラセット (ポーテージ) レザー , トラクショントレッドソール

### エンジニア
- 2268 - 11インチハイト , ブラック (クローム) レザー , コードソール
- 2269 - 11インチハイト , チョコレート (クローム) レザー , コードソール
- 2970 - 11インチハイト , ブライアー (オイルスリック) レザー , トラクショントレッドソール
- 2972 - 11インチハイト , カッパー (ラフ&タフ) レザー , コードソール
- 2976 - 8インチハイト , ブラック (クローム) レザー , コードソール
- 8268 - 11インチハイト , ホーソーン (アビリーン) ラフアウトレザー , コードソール
- 8258 - 11インチハイト , ホーウィン（クロムエクセル）レザー , コードソール

2005年に販売された100周年記念モデル。日本の正規店から2005足が限定販売された。
- 8265 - 11インチハイト , インディゴブルー（オイルド）ヌバックレザー , コードソール

2002年に日本限定販売されたオイルドヌバックレザーシリーズ。上部ベルトの横に「LIMITED EDITION FOR JP」と刻印あり。
- 8267 - 11インチハイト , ドッグウッド（オイルド）ヌバックレザー , コードソール

2002年に日本限定販売されたオイルドヌバックレザーシリーズ。上部ベルトの横に「LIMITED EDITION FOR JP」と刻印あり。

### ロガー
- 2218 - 9インチハイト , ブラック (クローム) レザー , ビブラムロガーソール
- 8211 - 9インチハイト , ホーソーン (アビリーン) ラフアウトレザー , ビブラムロガーソール